# Video na zahtjev
Video na zahtjev (engl. Video on demand) sustav je koji omogućuje korisnicima izbor multimedijalnih sadržaja (poput filmova, emisija i sličnog) u trenutku kada to žele umjesto u određeno vrijeme kad se emitira na televiziji ili radiju putem streaminga.
Video na zahtjev omogućuje pristup sadržajima na televizorima i/ili računalima.
Popularni međunarodni servisi i stranice koje pružaju VOD usluge su YouTube, Netflix, Hulu i drugi.